# (35841) 1999 JR59
1999 JR59 (asteroide 35841) é um asteroide da cintura principal. Possui uma excentricidade de 0.12095920 e uma inclinação de 5.77452º.
Este asteroide foi descoberto no dia 10 de maio de 1999 por LINEAR em Socorro.